# Erythrodiplax lativittata
Erythrodiplax lativittata är en trollsländeart som beskrevs av Borror 1942. Erythrodiplax lativittata ingår i släktet Erythrodiplax och familjen segeltrollsländor. Inga underarter finns listade i Catalogue of Life.